# Piazza del Popolo (Cesena)
La Piazza del Popolo (lit. ‘Plaza del Pueblo’) es una plaza ubicada en el corazón de Cesena, al este de Emilia-Romaña, Italia. La plaza, considerada un punto estratégico de la ciudad y un hito representativo de la misma, reúne algunos de los monumentos más emblemáticos de la región y ofrece interesantes vistas de la zona circundante.

## Lugares de interés
En el centro de la Piazza del Popolo está la famosa Fontana Masini (fuente de Masini). En su extremo sur se encuentra el Palazzo Comunale, sede del ayuntamiento de la ciudad, y junto a él la Loggetta Veneziana y la Rocchetta di Piazza, monumentos del siglo XV. En el extremo norte de la plaza se encuentra la Iglesia de Santa Ana y San Gioacchino.

## Historia
La plaza ha sido lugar de actos públicos a partir, hasta donde se sabe, de un torneo organizado por primera vez por la casa de Malatesta en 1401, institucionalizado por una bula de Pablo II en 1466 y celebrado anualmente hasta 1838.

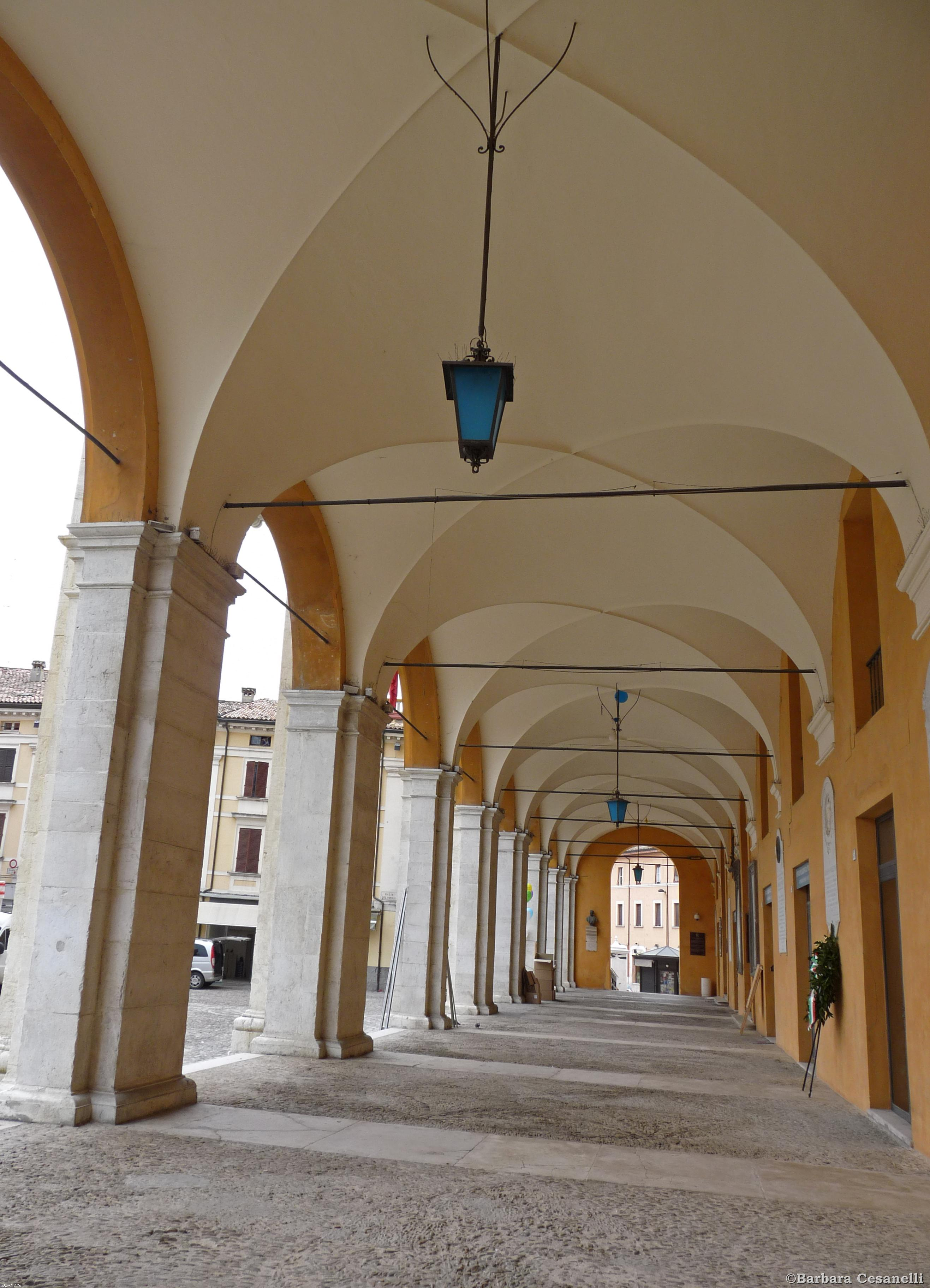
Galería de aradas bajo el Palacio Albornoz

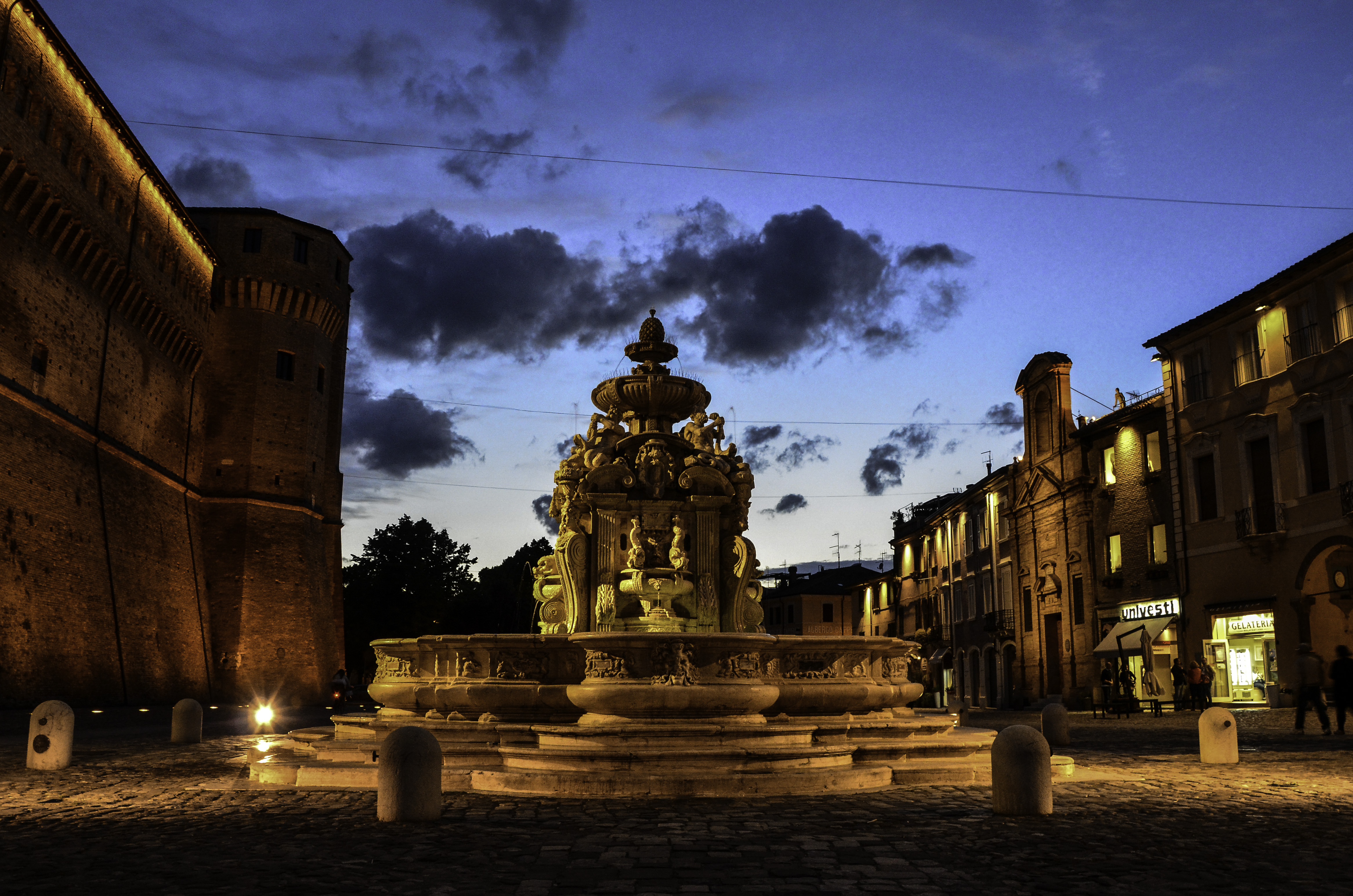
Vista nocturna de la plaza desde la Fontana Masini

El llamado «carrusel de las reuniones» tuvo lugar el 9 de diciembre de cada año, en principio para celebrar el aniversario del regreso de Cesena bajo el gobierno pontificio, luego principalmente durante el carnaval o con motivo de las visitas de embajadores y nobles, como fue el caso de Cosme II de Médici (1616) o Cristina de Suecia (1655).

#### Nombre
Antiguamente la plaza se llamaba Piazza Inferiore luego Piazza Maggiore.  Durante la época fascista fue designada por las autoridades como Piazza Vittorio Emanuele, a nombre del primer rey de la Italia unificada, Víctor Manuel II. Recibió su nombre actual, Plaza del Pueblo, al término de la Segunda Guerra Mundial.